# Шахтарськантрацит
ДХК «Шахтарськантрацит». Включає 6 шахт, які видобувають енергетичне вугілля, антрацит. Загальний фактичний видобуток 2 139 000 т (2003).
Адреса — 86220, вул. Крупської, 20, м. Шахтарськ, Донецької обл.

## Підприємства
- ДВАТ «Шахта ім. 1 Травня»
- ДВАТ «Шахта ім. 17 Партз'їзду»
- ДВАТ «Шахта «Постниківська»
- ДВАТ «Шахта «Шахтарська»
- ДВАТ «Шахтоуправління «Шахтарське-Глибоке»
- ДВАТ «Шахта «Вінницька»